# The Mask And Mirror
The Mask And Mirror es un álbum de la cantante, compositora e instrumentalista Loreena McKennitt publicado en 1994. Al igual que su predecesor, el disco recibió una certificación de Oro en Estados Unidos.
Como la mayoría de los álbumes de Loreena, The Mask And Mirror fue altamente influenciado por sus viajes. Sus experiencias en España y Marruecos, específicamente, sirvieron como la inspiración para este álbum.

## Lista de temas
Todos los temas fueron escritos por McKennitt a excepción de los que han sido descritos con la autoría de otros personajes.
- 1.- The Mystic's Dream - 7:40
- 2.- The Bonny Swans - 7:18 (Tradicional/McKennitt)
- 3.- The Dark Night Of The Soul - 6:44 (San Juan de la Cruz/McKennitt)
- 4.- Marrakesh Night Market - 6:30
- 5.- Full Circle - 5:57
- 6.- Santiago - 5:58 (Tradicional/McKennitt)
- 7.- Cé Hé Mise Le Ulaingt? • The Two Trees - 9:06 (W. B. Yeats/McKennitt)
- 8.- Prospero's Speech - 3:23 (William Shakespeare/McKennitt)

## Orservaciones
- The Mystic's Dream fue incluida en la banda sonora de la miniserie The Mists of Avalon de 2001, como también en la película Jade de 1995.
- The Bonny Swans fue también concebida en un videoclip oficial de la canción con una duración acortada.
- The Dark Night Of The Soul está basado en el poema Noche oscura del alma escrito por San Juan de la Cruz.
- Marrakesh Night Market es, en parte, la música utilizada en la rutina de gimnasia rítmica de la atleta de Kazajistán Aliya Yussupova.
- Santiago está inspirada en la evolución histórica de la ciudad española Santiago de Compostela.
- The Two Trees, al igual que otros temas de McKennitt, está basada y escrita a partir de un poema de W. B. Yeats.
- Prospero's Speech es el soliloquio y epílogo de Próspero de la obra La Tempestad de William Shakespeare.